# Curití
Curití – miasto w Kolumbii, w departamencie Santander.